# Comfort Cove-Newstead
Comfort Cove-Newstead es un pueblo canadiense situado en la provincia de Terranova y Labrador.

## Superficie
Comfort Cove-Newstead tiene una superficie de 29,97 km².

## Demografía
En 2021, tenía 345 habitantes, una densidad poblacional de 11,5 hab./km², y 247 viviendas.